# Glukuronid etylu
Glukuronid etylu, EtG – organiczny związek chemiczny z grupy glukuronidów, glikozyd etylowy kwasu glukuronowego. W organizmach żywych tworzy się w wyniku glikozylacji etanolu kwasem UDP-glukuronowym, katalizowanej przez enzym glukuronylotransferazę.
Jego obecność we krwi człowieka świadczy o spożyciu etanolu nawet do 5 dni przed wykonaniem testu. Z tego względu badanie obecności glukuronidu etylu w organizmie jest szeroko stosowane w programach leczenia uzależnień (np. w Stanach Zjednoczonych od 2003 roku), jako badanie monitorujące abstynencję.
U osób spożywających napoje alkoholowe może być on również obecny w innych płynach ustrojowych oraz we włosach.